# Хегеман, Петер
Петер Хегеман (нем. Peter Hegemann; род. 11 декабря 1954, Мюнстер, Германия) — немецкий биохимик и биофизик, специалист по фотобиологии, пионер оптогенетики. Профессор Берлинского университета имени Гумбольдта, член Леопольдины (2012).
Изучал химию в родном городе и в Мюнхене.
Докторскую степень по биохимии получил под началом Dieter Oesterhelt в Max Planck Institute of Biochemistry. Являлся постдоком в Сиракузском университете в Нью-Йорке, затем в 1986 году возвратился в Германию. В 1992 году хабилитировался по биохимии в Мюнхенском университете. С 1993 по 2004 год профессор биохимии Регенсбургского университета. С 2005 года профессор Берлинского университета имени Гумбольдта, с 2015 года профессор Hertie по нейронаукам. В 2015 году почётный профессор Нанкинского университета науки и технологий.
Член Берлинско-Бранденбургской академии наук, German Academy of Science and Engineering (2014), EMBO (2014).

## Награды и отличия
- Karl Heinz Beckurts-Preis[нем.] (2010)
- Премия Уайли одноимённого фонда (2010)
- Zülch-Preis[нем.] (2012)[6]
- Премия имени Лейбница, DFG (2013)
- Louis-Jeantet Prize for Medicine[англ.] (2013)[7]
- Brain Prize (2013)[8]
- Berliner Wissenschaftspreis[нем.] (2015)
- Hector Wissenschaftspreis[нем.] & Hector Fellow (2016)[9]
- Премия Мэссри (2016)
- Премия Харви, Технион — Израильский технологический институт (2016)
- Gregor-Mendel-Medaille[нем.] Леопольдины (2017)
- Otto Warburg Medal[англ.], GBM (2018)[10]
- Международная премия Гайрднера (2018)[11]
- Премия Румфорда Американской академии искусств и наук (2019)
- Warren Alpert Foundation Prize[нем.] (2019)
- Премия Шао (2020)
- Премия Альберта Ласкера за фундаментальные медицинские исследования (2021)
- Премия Луизы Гросс Хорвиц (2022)